# Новаковский, Сергей Викторович
Сергей Викторович Новаковский (род. 3 декабря 1956) — советский и российский тренер и преподаватель по греко-римской борьбе. Заслуженный тренер РСФСР (1990). Судья международной категории (1993). Профессор. Доктор педагогических наук (2003).

## Биография
Родился 3 декабря 1956 года в Балхаше, Казахская ССР, в семье военнослужащего, участника Великой Отечественной войны.
В 1974 году окончил среднюю школу № 23 в Нижнем Тагиле. В 1976 году стал чемпионом СССР среди студентов и получил звание «Мастер спорта СССР по греко-римской борьбе».
В 1978 году окончил Омский государственный институт физической культуры. С 1978 по 1980 год проходил срочную службу в артиллерийских войсках Вооруженных Сил СССР.
Затем некоторое время работал слесарем аглоцеха Высокогорского рудоуправления, а по вечерам тренировал борцов в тагильском спортивном клубе «Высокогорец».
В 1986 году начал работать во дворце спорта «ВИЗа» в Свердловске. Позже руководил в Верх-Исетском районе муниципальной школой Олимпийского резерва.
В 1997 году стал президентом региональной общественной организации «Уральские борцы».
В 1998 году Сергею Викторовичу присвоили ученую степень кандидата педагогических наук, а в 2003 году — доктора наук.
В сентябре 2000 года стал доцентом кафедры спортивных видов единоборств Уральского государственного технического университета, а с ноября 2001 года — профессором той же кафедры.
С 2006 по 2011 год он был директором института физической культуры, социального сервиса и туризма УГТУ-УПИ.
Президент Федерации спортивной борьбы Свердловской области. Член комиссии по международной спортивной деятельности Совета при Правительстве РФ.
За годы тренерской работы воспитал 6 заслуженных мастеров спорта России, 32 мастера спорта международного класса, более 200 мастеров спорта. Наиболее высоких результатов среди воспитанников добились:
- Гейдар Мамедалиев — серебряный призёр Олимпийский игр 2004 года, серебряный призёр Кубка мира 2003 года, чемпион мира 2002 года[7],
- Александр Третьяков — бронзовый призёр Олимпийских игр 1996года, чемпион мира, многократный призёр чемпионатов мира, двукратный чемпион Европы и призёр чемпионата Европы,
- Араик Коюмджян — чемпион Европы среди молодёжи 1999 года, чемпион России 1999 года[8],
- Владимир Любимов — чемпион Европы среди молодёжи 2000 года, чемпион России 2000 года,
- Данил Халимов — 5 место Олимпийских игр 2004 года.

В качестве судьи обслуживал Олимпийские игры 2008 года в Пекине, Олимпийские игры 2012 года в Лондоне и 2016 года в Рио-де-Жанейро, 27 Чемпионатов мира, 22 Чемпионата Европы.

## Награды и звания
- Заслуженный тренер РСФСР (1990).
- Почетный знак «За заслуги перед городом Екатеринбургом» (2016).
- Знак отличия Свердловской области «Спортивная доблесть» (2016).
- Почётное звание «Почётный работник сферы образования» (2017).
- Почётный знак «За заслуги в развитии Олимпийского движения в России» (2018).
- Заслуженный работник физической культуры Российской Федерации (2000)[11].
- Медаль ордена «За заслуги перед Отечеством» II степени (2006)[12].
- Почётный знак «За заслуги по развитию физической культуры и спорта» (1998).
- Знак отличия Свердловской области «За заслуги перед Свердловской областью» II степени (2018).
- Знак отличия Свердловской области «За заслуги перед Свердловской областью» I степени (2023).
- Знак отличия Министерства физической культуры и спорта Свердловской области "Почетный наставник сферы физической культуры и спорта" (2024).
- А также награждён Почётными грамотами Губернатора Свердловской области, Законодательного Собрания Свердловской области, Министерства физической культуры и спорта РФ, Администрации города Екатеринбурга и др.

## Публикации
- Иванов И. И., Дворкин Л. С., Новаковский С. В., Загитов А. Н. Некоторые вопросы становления высшего спортивного мастерства борцов. — Актуальные вопросы физической культуры и спорта, 2009.
- Новаковский С. В., Жданкина Е. Ф. Оздоровительный потенциал плавания и проблема оценки его эффективности в физическом воспитании старших дошкольников. — Теория и практика физической культуры, 2014.